# Coleophora namangana
Coleophora namangana é uma espécie de mariposa do gênero Coleophora pertencente à família Coleophoridae.